# Finales NBA 1962
Navigation
Finales 1961 Finales 1963
Les finales NBA 1962 sont la dernière série de matchs de la saison 1961-1962 de la NBA et la conclusion des séries éliminatoires (playoffs) de la saison. Le champion de la division Est, les Celtics de Boston rencontrent le champion de la division Ouest les Lakers de Los Angeles.
En finale les Celtics battent les Lakers quatre victoires à trois et deviennent la première franchise à obtenir quatre titres consécutifs.
Lors de ces finales les Celtics jouent avec sept joueurs futurs membres du Hall of Fame : Bob Cousy, Bill Russell, Tom Heinsohn, Sam Jones, Frank Ramsey, K.C. Jones et Tom Sanders ainsi que l'entraîneur Red Auerbach. Quant aux Lakers ils en ont deux dans leur équipe : Elgin Baylor et Jerry West.

## Avant les finales

### Celtics de Boston
Lors de la saison régulière les Celtics de Boston ont terminé la saison champion de la division Est avec un bilan de 60 victoires pour 20 défaites (meilleur bilan des 8 équipes de la ligue).
Les Celtics, se sont qualifiés en battant en finales de division les Warriors de Philadelpie quatre victoires à trois.

### Lakers de Los Angeles
Lors de la saison régulière les Lakers ont terminé la saison champion de la division Ouest avec un bilan de 54 victoires pour 26 défaites.
Les Lakers se sont qualifiés en battant en finales de division les Pistons de Détroit quatre victoires à deux.

### Parcours comparés vers les finales NBA
| Champion de division | Qualifié pour les playoffs | Éliminé des playoffs |

| Franchise               | V  | D  | PCT    | R  | Dom   | Ext   | N     | Div   |
| ----------------------- | -- | -- | ------ | -- | ----- | ----- | ----- | ----- |
| Celtics de Boston       | 60 | 20 | 75,0 % | -  | 23-5  | 26-12 | 11-3  | 26-10 |
| Warriors de Philadelpie | 49 | 31 | 61,3 % | 11 | 18-11 | 19-19 | 12-1  | 18-18 |
| Nationals de Syracuse   | 41 | 39 | 51,3 % | 19 | 18-10 | 11-19 | 12-10 | 17-19 |
| Knicks de New York      | 29 | 51 | 36,3 % | 31 | 19-15 | 2-23  | 8-13  | 11-25 |

| Franchise             | V  | D  | PCT    | R  | Dom   | Ext   | N     | Div   |
| --------------------- | -- | -- | ------ | -- | ----- | ----- | ----- | ----- |
| Lakers de Los Angeles | 54 | 26 | 67,5 % | -  | 26-5  | 18-13 | 10-8  | 33-13 |
| Royals de Cincinnati  | 43 | 37 | 53,8 % | 11 | 18-13 | 14-16 | 11-8  | 29-17 |
| Pistons de Détroit    | 37 | 43 | 46,3 % | 17 | 16-14 | 8-17  | 13-12 | 24-22 |
| Hawks de Saint-Louis  | 29 | 51 | 36,3 % | 25 | 19-16 | 7-27  | 3-8   | 16-30 |
| Packers de Chicago    | 18 | 62 | 22,5 % | 36 | 9-19  | 3-20  | 6-23  | 10-30 |

### Face à face en saison régulière

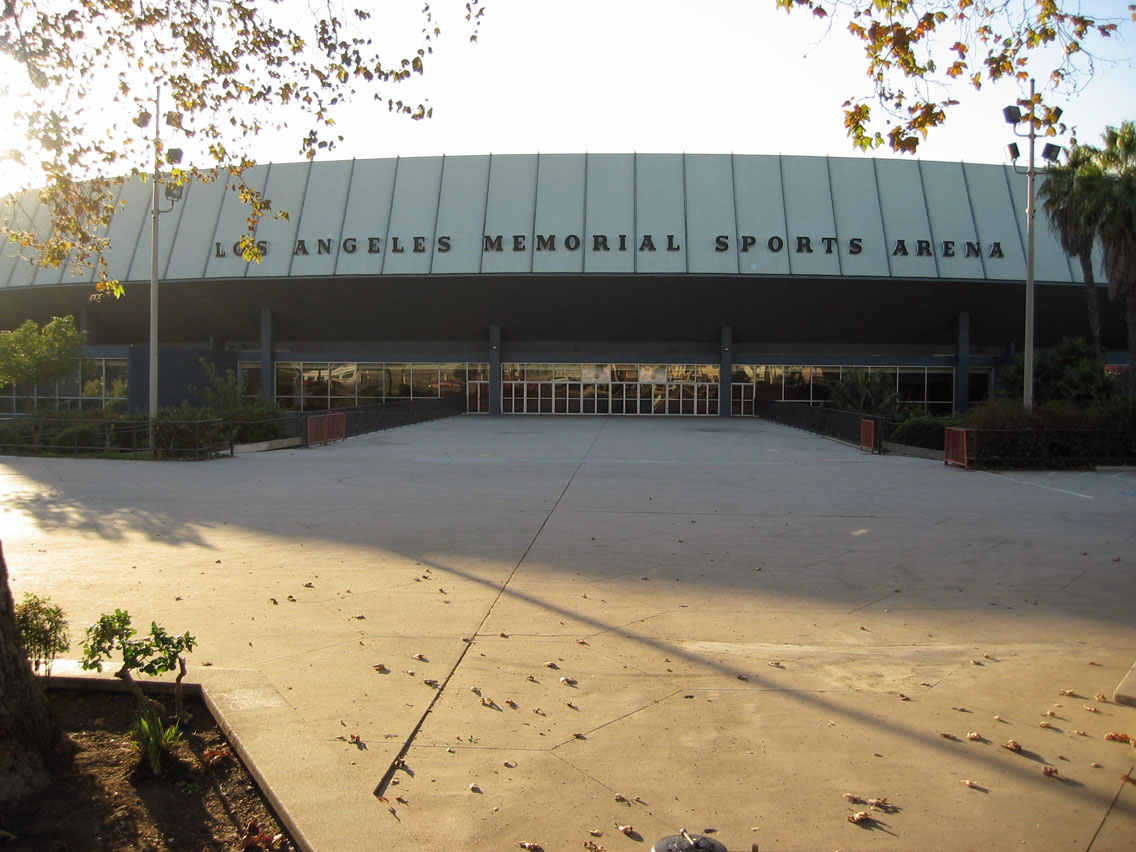
Los Angeles Memorial Sports Arena

Les Celtics et les Lakers se sont rencontrés 9 fois pour un bilan de 6 victoires à 3 en faveur des Celtics.
| Match | Date             | équipe à domicile     | Score   | équipe à l'extérieur  |
| ----- | ---------------- | --------------------- | ------- | --------------------- |
| 1     | 18 novembre 1961 | Celtics de Boston     | 101-103 | Lakers de Los Angeles |
| 2     | 19 décembre 1961 | Lakers de Los Angeles | 104-101 | Celtics de Boston     |
| 3     | 26 décembre 1961 | Celtics de Boston     | 129-117 | Lakers de Los Angeles |
| 4     | 7 janvier 1962   | Lakers de Los Angeles | 95-118  | Celtics de Boston     |
| 7     | 18 février 1962  | Lakers de Los Angeles | 125-99  | Celtics de Boston     |
| 8     | 20 février 1962  | Lakers de Los Angeles | 96-115  | Celtics de Boston     |
| 9     | 11 mars 1962     | Celtics de Boston     | 119-105 | Lakers de Los Angeles |

Les matchs 5 et 6 ont eu lieu sur terrain neutre les 23 janvier 1962 et 1er février 1962 à New York et College Park[Lequel ?]. Ces deux matchs ont été remportés par les Celtics : 118-103 et 130-115.

## Formule

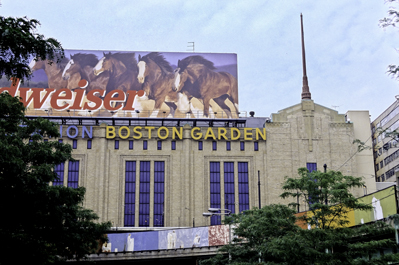
Le Boston Garden

Pour les séries finales la franchise gagnante est la première à remporter quatre victoires, soit un minimum de quatre matchs et un maximum de sept. Les rencontres se déroulent dans l'ordre suivant :
| Match | Recevant       | Match | Recevant       | Match | Recevant        | Match | Recevant        |
| ----- | -------------- | ----- | -------------- | ----- | --------------- | ----- | --------------- |
| 1     | Meilleur bilan | 2     | Meilleur bilan | 3     | Moins bon bilan | 4     | Moins bon bilan |

| Match | Recevant       | Match | Recevant        | Match | Recevant       |
| ----- | -------------- | ----- | --------------- | ----- | -------------- |
| 5     | Meilleur bilan | 6     | Moins bon bilan | 7     | Meilleur bilan |

Les Celtics ont l'avantage du terrain lors de la finale, car ils ont un meilleur bilan en saison régulière (60-20 contre 54-26).

## Les finales

### Résumé
|                       | Match 1 | Match 2 | Match 3 | Match 4 | Match 5 | Match 6 | Match 7 | Score final |
| Celtics de Boston     | 122     | 122     | 115     | 115     | 121     | 119     | 110     | 4           |
| Lakers de Los Angeles | 108     | 129     | 117     | 103     | 126     | 105     | 107     | 3           |

Les scores en couleur représentent l'équipe à domicile. Le score du match en gras est le vainqueur du match.

### Match 1
| 7 avril 1962 | Rapport | Lakers de Los Angeles 108, Celtics de Boston 122 | Lakers de Los Angeles 108, Celtics de Boston 122 | Lakers de Los Angeles 108, Celtics de Boston 122 |  | Boston Garden, Boston Affluence : 7 467 |
| 7 avril 1962 | Rapport | Elgin Baylor 35                                  | Points                                           | Sam Jones 24                                     |  | Boston Garden, Boston Affluence : 7 467 |
| 7 avril 1962 | Rapport | Boston mène la série 1 à 0                       |                                                  |                                                  |  | Boston Garden, Boston Affluence : 7 467 |

### Match 2
| 8 avril 1962 | Rapport | Lakers de Los Angeles 129, Celtics de Boston 122 | Lakers de Los Angeles 129, Celtics de Boston 122 | Lakers de Los Angeles 129, Celtics de Boston 122 |  | Boston Garden, Boston |
| 8 avril 1962 | Rapport | Jerry West 40                                    | Points                                           | Tom Heinsohn 26                                  |  | Boston Garden, Boston |
| 8 avril 1962 | Rapport | Égalité dans la série 1 à 1                      |                                                  |                                                  |  | Boston Garden, Boston |

Sur ce match la différence s’est faite sur les lancers francs avec une réussite de 37 sur 42 pour les Lakers (dont 14 sur 15 pour Jerry West) contre 16 sur 29 pour les Celtics, qui ont pourtant marqué plus de paniers, 53 contre 46.

### Match 3
| 10 avril 1962 | Rapport | Celtics de Boston 115, Lakers de Los Angeles 117 | Celtics de Boston 115, Lakers de Los Angeles 117 | Celtics de Boston 115, Lakers de Los Angeles 117 |  | Los Angeles Memorial Sports Arena, Los Angeles |
| 10 avril 1962 | Rapport | Bill Russell 26                                  | Points                                           | Elgin Baylor 39                                  |  | Los Angeles Memorial Sports Arena, Los Angeles |
| 10 avril 1962 | Rapport | Los Angeles mène la série 2 à 1                  |                                                  |                                                  |  | Los Angeles Memorial Sports Arena, Los Angeles |

### Match 4
| 11 avril 1962 | Rapport | Celtics de Boston 115, Lakers de Los Angeles 103 | Celtics de Boston 115, Lakers de Los Angeles 103 | Celtics de Boston 115, Lakers de Los Angeles 103 |  | Los Angeles Memorial Sports Arena, Los Angeles |
| 11 avril 1962 | Rapport | Bill Russell 21                                  | Points                                           | Elgin Baylor 38                                  |  | Los Angeles Memorial Sports Arena, Los Angeles |
| 11 avril 1962 | Rapport | Égalité dans la série la série 2 à 2             |                                                  |                                                  |  | Los Angeles Memorial Sports Arena, Los Angeles |

### Match 5
| 14 avril 1962 | Rapport | Lakers de Los Angeles 126, Celtics de Boston 121 | Lakers de Los Angeles 126, Celtics de Boston 121 | Lakers de Los Angeles 126, Celtics de Boston 121 |  | Boston Garden, Boston Affluence : 13 909 |
| 14 avril 1962 | Rapport | Elgin Baylor 61                                  | Points                                           | Tom Heinsohn 30                                  |  | Boston Garden, Boston Affluence : 13 909 |
| 14 avril 1962 | Rapport | Los Angeles mène la série 3 à 2                  |                                                  |                                                  |  | Boston Garden, Boston Affluence : 13 909 |

Les Lakers ont gagné ce match grâce au très gros score réalisé par Elgin Baylor avec 61 points (22 paniers et 17 lancers francs réussis sur 19 tentés), ce qui constitue le meilleur total de points en finales NBA et le second en playoffs après les 63 points de Michael Jordan le 20 avril 1986, lors du premier tour des playoffs 1986 entre les Bulls de Chicago et les Celtics de Boston.

### Match 6
| 16 avril 1962 | Rapport | Celtics de Boston 119, Lakers de Los Angeles 105 | Celtics de Boston 119, Lakers de Los Angeles 105 | Celtics de Boston 119, Lakers de Los Angeles 105 |  | Los Angeles Memorial Sports Arena, Los Angeles |
| 16 avril 1962 | Rapport | Bill Russell 48 Bill Russell 24 Bill Russell 10  | Points Rebonds Passes d.                         | Jerry West 46 Elgin Baylor 15 West, LaRusso 5    |  | Los Angeles Memorial Sports Arena, Los Angeles |
| 16 avril 1962 | Rapport | Égalité dans la série 3 à 3                      |                                                  |                                                  |  | Los Angeles Memorial Sports Arena, Los Angeles |

Lors de ce match Bill Russell réussit un triple-double avec 48 points, 24 rebonds et 10 passes décisives.

### Match 7
| 18 avril 1962 | Rapport | Lakers de Los Angeles 107, Celtics de Boston 110 | Lakers de Los Angeles 107, Celtics de Boston 110 | Lakers de Los Angeles 107, Celtics de Boston 110 | OT | Boston Garden, Boston |
| 18 avril 1962 | Rapport | Elgin Baylor 41                                  | Points                                           | Bill Russell 30                                  | OT | Boston Garden, Boston |
| 18 avril 1962 | Rapport | Boston gagne la série 4 à 3                      |                                                  |                                                  | OT | Boston Garden, Boston |

Ce dernier match de la série s'est joué dans la prolongation que les Celtics gagnent 4 à 3.

## Équipes
| Effectif des Celtics de Boston - Champions NBA 1961-1962 |
| --- |
| 4 Carl Braun • 6 Bill Russell • 14 Bob Cousy • 15 Tom Heinsohn • 16 Satch Sanders • 17 Gene Conley • 18 Jim Loscutoff • 20 Gene Guarilia • 21 Gary Phillips • 23 Frank Ramsey> • 24 Sam Jones • 25 K.C. Jones Entraîneur : Red Auerbach |

| Effectif des Lakers de Los Angeles - Champions de la Division Ouest |
| --- |
| 11 Frank Selvy • 14 Ray Felix • 20 Tom Hawkins • 22 Elgin Baylor • 31 Jim Krebs • 33 Rod Hundley • 35 Rudy LaRusso • 44 Jerry West • 52 Bob McNeill • 54 Howie Jolliff • 55 Wayne Yates Entraîneur : Fred Schaus |